# Tumlehed
Tumlehed – miejscowość (tätort) w Szwecji, w regionie administracyjnym (län) Västra Götaland, w gminie Göteborg.
Według danych Szwedzkiego Urzędu Statystycznego liczba ludności wyniosła: 623 (31 grudnia 2015), 819 (31 grudnia 2018) i 838 (31 grudnia 2019).